# Biblioteca Pública Municipal Dolor Barreira
A Biblioteca Pública Municipal Dolor Barreira é uma biblioteca pública em Fortaleza, Ceará.
O prédio também abriga uma gibiteca. Além do acervo literário, o espaço oferece atividades de contação de histórias para o público infantil, oficinas e visitas guiadas. 

## História
A Biblioteca Pública Municipal Dolor Barreira foi fundada em 1º de fevereiro de 1971. O espaço foi devolvido em abril de 2009, depois que a Biblioteca passou por uma ampla reforma para ampliação de sua estrutura física e construção de novos espaços, como o auditório e a gibiteca, e ganhou novos títulos para compor seu acervo, como publicações das editoras Cosac Naify, Barsa Planeta, livros sobre todas as linguagens artísticas (teatro, dança e fotografia, somando um total de 15 mil volumes), livros em Braille e os cinco mil livros doados pela família do historiador Geraldo Nobre. 
Na sua programação cultural mensal, a biblioteca sedia programas como Encontro com Escritor, Contação de História, Oficinas literárias, Chá de Palavras e Cena Dolor.
A Biblioteca foi nomeada em homenagem ao professor Dolor Barreira.